# Kintour
Kintour ist eine kleine Siedlung auf der schottischen Hebrideninsel Islay. Sie befindet sich etwa elf Kilometer nordöstlich des Fährhafens Port Ellen und 800 m westlich der Bucht Aros Bay im Südosten der Insel. Die Ortschaft liegt am Ufer des Baches Kintour River, der an den Hängen des Beinn Uraraidh entspringt und in Aros Bay mündet.
Obschon Kintour in einem dünnbesiedelten Teil der Insel liegt, ist es über die Straße, die entlang der Südküste von Port Ellen über Lagavulin bis nach Ardtalla führt, erreichbar. Kintour selbst besteht nur aus wenigen Häusern. Im Jahre 1861 lebten dort noch 68 Personen in acht Familien.
Kintour ist die nächstgelegene Siedlung zu dem historisch und touristisch bedeutenden Keltenkreuz Kildalton Cross. Des Weiteren existieren Indizien, dass sich nahe Kintour einst ein Hüttenkreis mit agrarisch genutzten Flächen befand.